# Nova (sistema operacional)
O Nova Linux, oficialmente Nova Distribuição Cubana de GNU/Linux ou simplesmente Nova, é uma distribuição linux desenvolvida pela Universidade de Ciências Informáticas, de Havana, e financiado diretamente pelo Governo de Cuba. O sistema operacional foi criado com a intenção de substituir o uso de Windows no país, em parte devido às dificuldades de operação da Microsoft causadas pelo embargo dos Estados Unidos a Cuba, e em parte devido à política do estado cubano de buscar soberania digital.
O lançamento inicial se deu em 2009, e o desenvolvimento começou ainda em 2005. O Nova era originalmente baseado em Gentoo Linux, mas tem o Debian como base desde a versão 2.0. A logo do sistema é uma estrela de cinco pontas.

## História

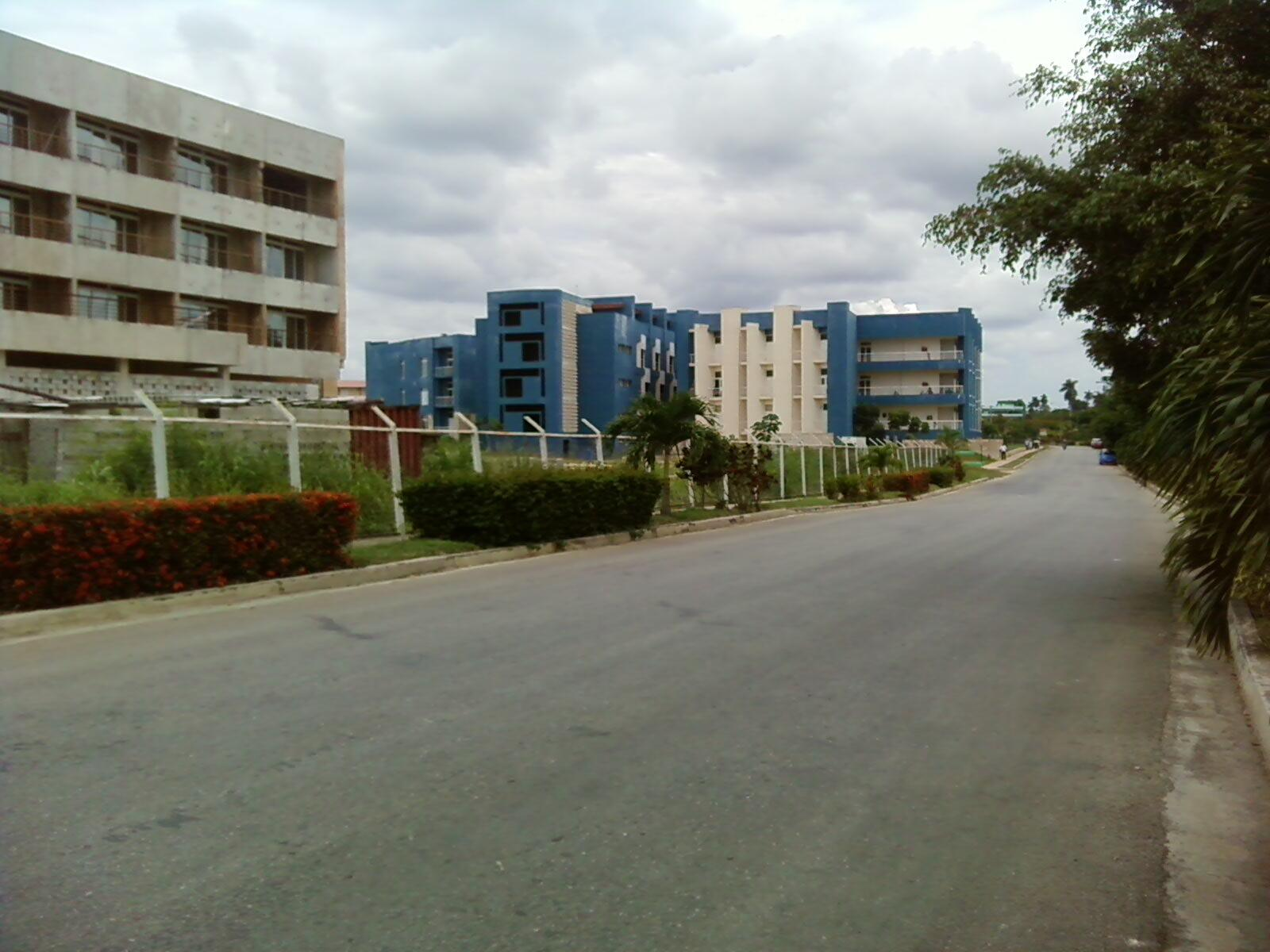
Universidade de Ciências Informáticas em Havana, Cuba

O sistema foi desenvolvido, a princípio, por iniciativa de estudantes da Universidade de Ciências Informáticas (UCI). O projeto recebeu apoio da universidade e, posteriormente, atenção do governo cubano, ao qual era atrativa a ideia de migrar Cuba inteiramente para um sistema Linux.
Um dos principais objetivos do projeto era criar um sistema operacional adaptado às situações do povo cubano, que em sua maioria usava computadores antigos com sistemas Windows. Como resultado, o Nova Linux é leve e sua interface visual se assemelha à dos sistemas da Microsoft, visando facilitar a familiarização dos novos usuários.
Em 2011, a UCI migrou 8.000 computadores para o novo sistema, em conformidade com o objetivo de migrar 90% dos computadores de Cuba para um sistema de código aberto. Em 2018, o projeto foi brevemente interrompido, e os usuários aconselhados a migrar para o CentOS. O desenvolvimento foi posteriormente retomado e a distribuição gratuita foi reiniciada.
Em 2019, o NovaDroid entrou em desenvolvimento. Esta versão móvel do Nova Linux baseada no Android será utilizada no primeiro celular fabricado em Cuba, atualmente em fase de testes

## Características
O Nova Linux foi desenvolvido tendo em mente as condições específicas dos usuários cubanos. Uma parte considerável do acesso a computadores no país se dá em espaços coletivos, como em escolas, centros educativos e cibercafés. Grande parte dos computadores pessoais em Cuba foram comprados ilegalmente ou doados por ONGs. Esses computadores tendem a ser antigos e pouco potentes, e muitas vezes tornam difícil a utilização de sistemas operacionais destinados a computadores potentes.

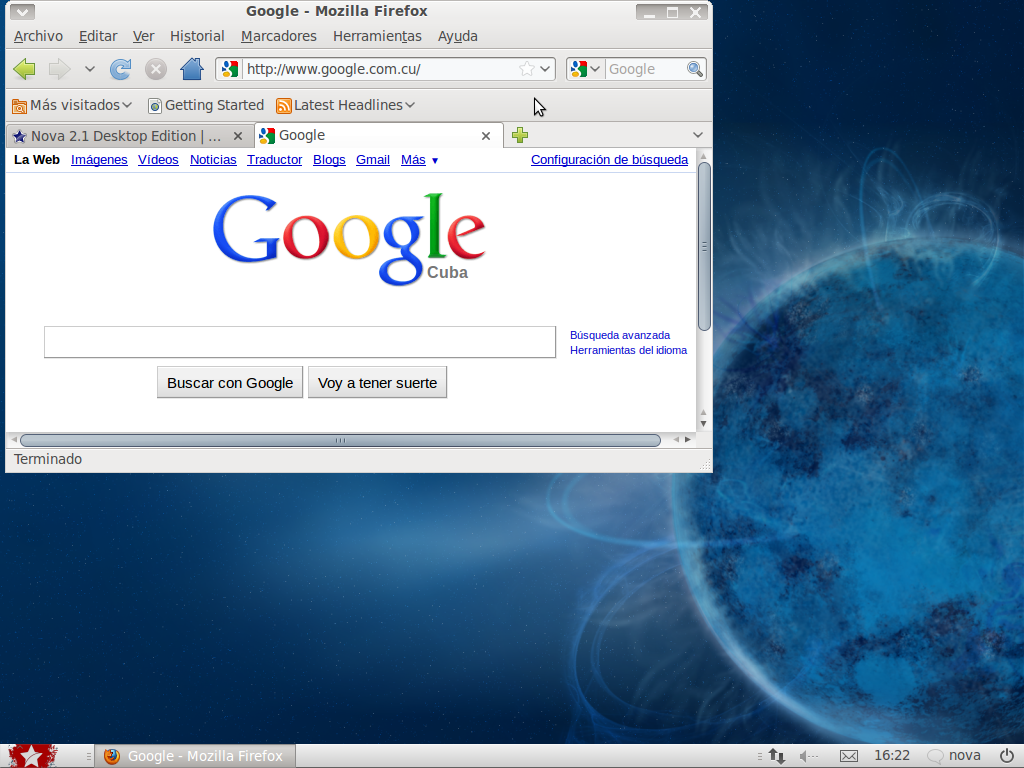
Nova Linux 2.1

O sistema está disponível para arquitetura 32 e 64 bits. Existem três versões do Nova Linux: o Nova Escritorio, o Nova Ligero (destinado a computadores fracos e com arquitetura 32 bits) e o Nova Servidores (para a administração de servidores). A primeira versão da distribuição era baseada em Gentoo Linux/Sabayon Linux. A partir da versão 2.1, a base passou a ser Ubuntu para a versão Escritorio e Debian para a versão Ligero. O ambiente de área de trabalho usado na versão 7.0 é o KDE Plasma 5, e a maioria das versões do sistema foram baseadas em KDE, com algumas baseadas em GNOME.
À exceção de alguns drivers proprietários, os programas pré-instalados no Nova Linux são software livre. A suíte de escritório padrão é o Libre Office. O cliente de e-mail padrão é o Mozilla Thunderbird e o navegador padrão é o Firefox, ambos desenvolvidos pela Mozilla. O motor de busca padrão não é o Google, e sim o Redcuba, também desenvolvido pelo governo cubano e ligado a projetos como o EcuRed e o Cubadebate.

### Histórico de Versões

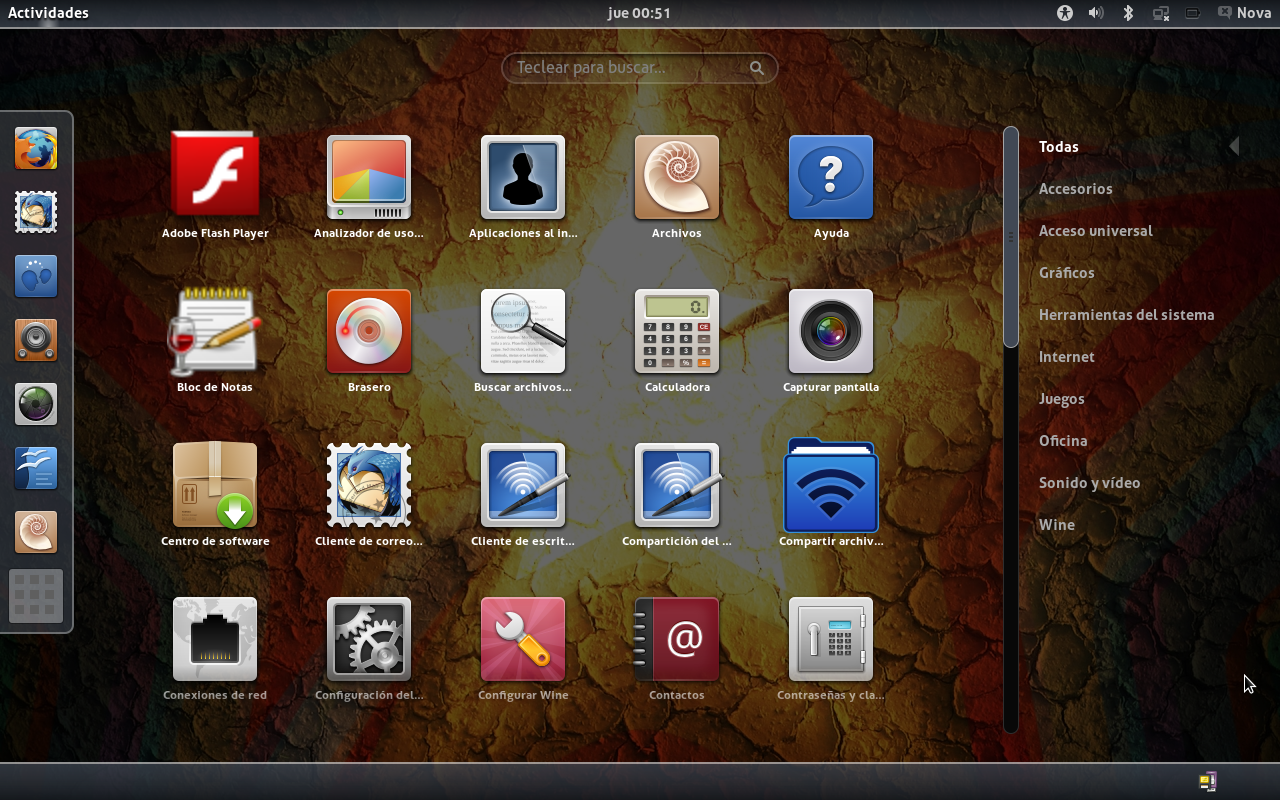
Nova Linux versão 4.0, utilizando GNOME

| Versão | Data de lançamento      | Codinome |
| ------ | ----------------------- | -------- |
| 1.1.2  | 20 de fevereiro de 2009 | Baire    |
| 2.0    | 2 de dezembro de 2009   |          |
| 2.1    | 4 de junho de 2010      |          |
| 3.0    | 2011                    |          |
| 4.0    | 7 de maio de 2014       |          |
| 5.0    | 22 de março de 2015     |          |
| 5.1    | 21 de setembro de 2017  |          |
| 6.0    | 13 de março de 2018     |          |
| 7.0    | 20 de junho de 2020     |          |

| Cor      | Legenda                                  |
| -------- | ---------------------------------------- |
| Vermelho | Versão antiga; sem suporte técnico       |
| Amarelo  | Versão antiga; ainda com suporte técnico |
| Verde    | Versão atual                             |
| Azul     | Versão futura (em desenvolvimento)       |